# Communauté de communes de la Marche Berrichonne
Die Communauté de communes de la Marche Berrichonne ist ein französischer Gemeindeverband mit der Rechtsform einer Communauté de communes im Département Indre in der Region Centre-Val de Loire. Er wurde am 18. Dezember 2006 gegründet und umfasst neun Gemeinden. Der Verwaltungssitz befindet sich im Ort Aigurande.

## Mitgliedsgemeinden
| Gemeinde                                        | Einwohner 1. Januar 2022 | Fläche km² | Dichte Einw./km² | Code INSEE | Postleitzahl |
| ----------------------------------------------- | ------------------------ | ---------- | ---------------- | ---------- | ------------ |
| Aigurande                                       | 1.329                    | 27,77      | 48               | 36001      | 36140        |
| Crevant                                         | 706                      | 36,54      | 19               | 36060      | 36140        |
| Crozon-sur-Vauvre                               | 331                      | 27,69      | 12               | 36061      | 36140        |
| La Buxerette                                    | 111                      | 10,99      | 10               | 36028      | 36140        |
| Lourdoueix-Saint-Michel                         | 303                      | 19,67      | 15               | 36099      | 36140        |
| Montchevrier                                    | 448                      | 34,70      | 13               | 36126      | 36140        |
| Orsennes                                        | 705                      | 49,28      | 14               | 36146      | 36190        |
| Saint-Denis-de-Jouhet                           | 969                      | 43,48      | 22               | 36189      | 36230        |
| Saint-Plantaire                                 | 602                      | 34,07      | 18               | 36207      | 36190        |
| Communauté de communes de la Marche Berrichonne | 5.504                    | 284,19     | 19               | –          | –            |